# Pseudagapostemon tessellatus
Pseudagapostemon tessellatus är en biart som beskrevs av Cure 1989. Pseudagapostemon tessellatus ingår i släktet Pseudagapostemon och familjen vägbin. Inga underarter finns listade i Catalogue of Life.